# Crassula vaillantii
Bulliarde de Vaillant, Crassule de Vaillant
Espèce
Synonymes
- Bulliarda aquatica O.Fedtsch.[1]
- Bulliarda obtusa Gand.[2],[1]
- Bulliarda pedunculata (Willd. ex Schult.) St. Lag.[2]
- Bulliarda rosea Bubani, 1899[2],[1]
- Bulliarda vaillantii (Willd.) DC., 1801 (synonyme ambigu)[2],[1]
- Bulliarda vaillantii var. subulata Harv.[2]
- Bulliarda wolgensis Gand.[2]
- Hydrophila vaillantii (Willd.) House[2]
- Sedum bulliardii E.H.L.Krause, 1902[1]
- Tillaea aquatica Lam. (synonyme ambigu)[2]
- Tillaea aquatica Schkuhr (synonyme ambigu)[2]
- Tillaea pedunculata Willd. ex Schult.[2]
- Tillaea saginoides Maxim., 1880[1]
- Tillaea vaillantii Willd., 1798[2],[1]
- Tillaeastrum vaillantii (Willd.) Britton, 1903[2]

Crassula vaillantii, de noms communs Bulliarde de Vaillant, Crassule de Vaillant, est une espèce de plantes à fleurs annuelle de la famille des Crassulaceae et du genre Crassula.

## Description

### Appareil végétatif
C'est une plante annuelle de petite taille (2–6 cm), à racine principale développée et à tiges dressées ou ascendantes, radicantes aux nœuds. Les feuilles sont opposées, réunies par leur base, charnues, presque planes, étroites et obtuses, souvent rougeâtres. 

### Appareil reproducteur
Les fleurs sont rosées, à pédicelles plus long que les feuilles, groupées en cymes irrégulières ; il y a quatre sépales ovales présentant une petite pointe à leur sommet, quatre pétales plus étroits, quatre étamines et quatre carpelles non rétrécis, présentant des écailles nectarifères bien développées ; le fruit se compose de quatre follicules. La floraison est estivale (entre juin et août).

## Habitat et écologie
Thérophyte, la plante peut former des petits gazons lâches. C'est une espèce des lieux sablonneux humides et des rochers plats exondés l'été, sur terrains siliceux, uniquement en plaine, jusqu'à 300 m d'altitude.

## Répartition
L'espèce est largement répandue : elle est présente au sud-ouest et au sud de l'Europe, dans une grande partie de l'Afrique, du Maghreb à l’Éthiopie et au Cap, en Asie mineure et centrale, en Amérique du nord. Elle est très rare en France, souvent très localisée : on la rencontre en Lorraine, en Île-de-France (sud de l'Essonne et de la Seine-et-Marne, dans le Centre-Val-de-Loire, l'Ouest et le Midi.

## Menaces et conservation
Cette plante de petite taille et à éclipse se montre d'observation difficile. La rudéralisation, par enrichissement en nitrates ou par remblais en matériaux calcaires, a un effet irréversible. L'atténuation de la luminosité (par boisement de la lande) ou l'assèchement temporaire provoquent l'invasion d'autres espèces à fort dynamisme et la disparition de la Crassule de Vaillant. Mais cette disparition est souvent temporaire, car la plante peut réapparaître de nombreuses années plus tard, après un retour à des conditions favorables. L'espèce est classée « en danger critique d'extinction » (CR) en Auvergne, Centre Val de Loire, Île de France, Pays de la Loire et « en danger » (EN) en Rhône-Alpes.